# Affaire Abderrazzak Zibha
 (novembre 2019).
Si vous disposez d'ouvrages ou d'articles de référence ou si vous connaissez des sites web de qualité traitant du thème abordé ici, merci de compléter l'article en donnant les références utiles à sa vérifiabilité et en les liant à la section « Notes et références ».
 (août 2021).
La mise en forme du texte ne suit pas les recommandations de Wikipédia : il faut le « wikifier ».
Les points d'amélioration suivants sont les cas les plus fréquents. Le détail des points à revoir est peut-être précisé sur la page de discussion.
- Les titres sont pré-formatés par le logiciel. Ils ne sont ni en capitales, ni en gras.
- Le texte ne doit pas être écrit en capitales (les noms de famille non plus), ni en gras, ni en italique, ni en « petit »…
- Le gras n'est utilisé que pour surligner le titre de l'article dans l'introduction, une seule fois.
- L'italique est rarement utilisé : mots en langue étrangère, titres d'œuvres, noms de bateaux, etc.
- Les citations ne sont pas en italique mais en corps de texte normal. Elles sont entourées par des guillemets français : « et ».
- Les listes à puces sont à éviter, des paragraphes rédigés étant largement préférés. Les tableaux sont à réserver à la présentation de données structurées (résultats, etc.).
- Les appels de note de bas de page (petits chiffres en exposant, introduits par l'outil «  Source ») sont à placer entre la fin de phrase et le point final[comme ça].
- Les liens internes (vers d'autres articles de Wikipédia) sont à choisir avec parcimonie. Créez des liens vers des articles approfondissant le sujet. Les termes génériques sans rapport avec le sujet sont à éviter, ainsi que les répétitions de liens vers un même terme.
- Les liens externes sont à placer uniquement dans une section « Liens externes », à la fin de l'article. Ces liens sont à choisir avec parcimonie suivant les règles définies. Si un lien sert de source à l'article, son insertion dans le texte est à faire par les notes de bas de page.
- La présentation des références doit suivre les conventions bibliographiques. Il est recommandé d'utiliser les modèles {{Ouvrage}}, {{Chapitre}}, {{Article}}, {{Lien web}} et/ou {{Bibliographie}}. Le mode d'édition visuel peut mettre en forme automatiquement les références.
- Insérer une infobox (cadre d'informations à droite) n'est pas obligatoire pour parachever la mise en page.

Pour une aide détaillée, merci de consulter Aide:Wikification.
Si vous pensez que ces points ont été résolus, vous pouvez retirer ce bandeau et améliorer la mise en forme d'un autre article.
L'Affaire Abderrazzak Zibha est une affaire criminelle française qui s'est déroulée à Valence-d'Agen, dans le Tarn-et-Garonne, dans laquelle Abderrazzak Zibha, un ressortissant algérien alors âgé de 48 ans, a tué sa compagne, Anne-Laure Urvoy, âgée de 27 ans et ingénieure à la centrale nucléaire de Golfech. Le corps de la jeune femme est retrouvé dans sa chambre le 20 novembre 2007, elle est morte tuée par strangulation et par répétition de coups.

## Contexte

### Le passé d'Abderrazzak Zibha
Né d'un père avec des antécédents d'alcoolisme, Abderrazzak Zibha est un ressortissant algérien qui s'est installé dans l'Oise. Rapidement employé dans le domaine du bâtiment en région parisienne, il y rencontre Anne-Laure Urvoy. Ils se mettent en couple sans que la jeune femme ne sache qu'il est déjà marié à une autre femme.

### La vie de couple avec Anne-Laure Urvoy
Anne-Laure Urvoy, alors âgée de 17 ans, effectue un stage dans l'entreprise où travaillait Abderrazzak Zibha : ce fut vraisemblablement le coup de foudre. Ensemble, ils vont vivre une grande histoire d'amour, pensant même au mariage. Zibha quitte son travail dans le bâtiment en région parisienne pour s'installer avec Anne-Laure Urvoy à Valence-d'Agen. Leur relation va durer huit ans.
Mais cette relation n'est pas aussi paisible qu'elle pourrait le faire croire. Abderrazzak Zibha a en effet de multiples maîtresses et projetait même de se marier avec une Marocaine alors qu'il était en couple avec Anne-Laure. En parallèle, il a en effet connu une perte d'emploi qui le plongeait de temps dans en temps dans l'alcool, une situation que Anne-Laure lui reprochait, un sujet pour lui difficile car son père était alcoolique. Zibha est complètement dépendant d'Anne-Laure puisqu'elle lui paye les frais de voiture, l'assurance, la mutuelle, et qu'elle partage même son compte bancaire avec lui car il était interdit bancaire. Les disputes sont fréquentes dans leur relation, mais le 20 novembre 2007 éclate la dispute de trop. Ce jour-là, Anne-Laure apprend enfin la double vie d'Abderrazzak Zibha. Elle lui profère alors des insultes et le met à la porte, des insultes qui auraient poussé Abderrazzak à commettre son acte, selon l'avocat de la famille de la victime.

## Faits

### Découverte du corps d'Anne-Laure Urvoy
Le 21 novembre 2007, Anne-Laure Urvoy ne se présente pas à une réunion professionnelle programmée à la centrale nucléaire de Golfech, ses collègues se demandant où elle pouvait être. Ayant trouvé cela étrange étant donné qu'elle avait préparé cette réunion en amont, ils cherchent à la contacter plusieurs fois. N'arrivant pas à la joindre, ils décident donc de se rendre à son domicile, le 15 rue des Tulipiers, dans la ville de Valence-d'Agen. Ils sonnent, mais voyant que personne ne répond ils décident d'appeler la police puisque cela n'était pas dans ses habitudes de s'absenter sans prévenir.
À 15 heures, ce même jour, les gendarmes arrivent au domicile et ne constatent aucun signe d'effraction. Sans mandat, les gendarmes ne peuvent entrer dans le domicile. De plus, sa disparition date de moins de 6 heures : ils ne peuvent donc rien faire. Deux heures plus tard, à 17 heures, les collègues d'Anne-Laure appellent ses parents au téléphone. Ces derniers, craignant un malaise de leur fille, rappellent les gendarmes qui arrivent au domicile accompagnés des pompiers à 18 heures. Forçant la porte du garage afin de pénétrer dans le domicile, ils tombent sur le cadavre d'Anne-Laure, baignant dans une mare de sang.

### Constatations de la police
Le corps d'Anne-Laure Urvoy est découvert derrière une porte. Elle a été rouée de coups, son corps baignant dans une mare de sang, et l'appartement se trouve en grand désordre. Le procureur de Montauban réquisitionne alors la section de recherche de la gendarmerie de Toulouse. Deux hypothèses concernant le crime émergent : soit l'acte a été commis par un proche, soit il a été commis pour des raisons sensibles, étant donné qu'Anne-Laure travaillait dans une centrale nucléaire.
La police constate qu'un ordinateur portable a disparu. L'hypothèse du crime pour raisons sensibles fut d'abord évoqué puis écarté lorsque les enquêteurs apprirent qu'Anne-Laure ne côtoyait aucunement de dossiers sensibles au sujet du nucléaire. L'hypothèse du crime commis par un proche est alors retenue, car le meurtrier a voulu faire croire à un départ soudain d'Anne-Laure Urvoy. Les enquêteurs découvrent alors que la page Z de son annuaire téléphonique a été arrachée. Ils font alors le lien avec son ex-compagnon, Abderrazzak Zibha : la famille d'Anne-Laure ayant renseigné les enquêteurs sur son passif compliqué avec ce dernier, Zibha devient le principal suspect et une traque s'engage alors.

## Traque d'Abderrazzak Zibha
Une fois le meurtre d'Anne-Laure découvert, Abderrazzak Zibha est en effet très vite soupçonné. Il est alors recherché par la gendarmerie, qui a conscience qu'il peut tenter de fuir en Algérie où les nationaux ne sont pas extradés et où il serait donc hors de portée de la justice française. Une équipe est rapidement envoyée à Chaville chez Mohammed, le frère d'Abderrazzak, mais il n'y est pas. La gendarmerie réquisitionne la banque d'Anne-Laure pour tracer sa carte bancaire, qu'il a sans doute volée. Le téléphone d'Abderrazzak est également tracé et mis sur écoute, le relevé de ses appels (fadettes) étant réclamé à son opérateur. Les enquêteurs apprennent que le lendemain du meurtre, Zibha est allé à Paris dans le 16e arrondissement, où il est resté environ 5 heures. Zibha a ensuite pris la route du sud de la France en possession de 170 euros, retirés avec la carte de crédit d'Anne-Laure à Clichy-sous-Bois, ce qui confirme de plus en plus la fuite vers l'Algérie. Abderrazzak Zibha a donc une journée d'avance sur les gendarmes. De plus, les unités de recherche sont divisées, une à Chaville chez son frère à qui il a passé un appel et une équipe vers Sète et Marseille. Les enquêteurs contactent leurs collègues à Marseille : ils apprennent que Zibha a embarqué sous sa véritable identité à bord d'un ferry en direction de Skikda en Algérie depuis 6 heures. En urgence, l'adjudant contacte le commandant du ferry à qui il demande de faire demi-tour en direction de la France. Après réflexion, ce dernier accepte. De son côté, le procureur a convaincu la compagnie propriétaire du ferry d'autoriser la manœuvre. Le ferry prend alors la direction de la France, où il doit rallier Toulon dans un délai de 6 heures. La situation est tendue car il ne faut pas que Zibha se rende compte de la situation. Dès qu'il entre en rade de Toulon vers 3 heures du matin, un groupe d'élite de la gendarmerie maritime aborde le ferry et neutralise Zibha dans sa couchette. Les gendarmes retrouveront plus tard, dans sa voiture, l'ordinateur et les bijoux d'Anne-Laure : son implication dans le meurtre de la jeune femme ne fait désormais plus aucun doute.

## Procès

### Déroulement
Le procès s'ouvre le 6 juin 2010 devant la cour d'assises du Tarn-et-Garonne de Montauban. Lors de son procès, Zibha, pour sa défense, atteste qu'il aurait perdu son calme et que sur un coup de tête, il aurait frappé Anne-Laure et que celle-ci serait tombée inconsciente. Il ajoute qu'elle respirait encore quand il a quitté leur appartement, mais les rapports des médecins légistes viennent contredire ces dires en précisant qu'elle aurait été frappée plusieurs fois au sol, ce qui est prouvé par les éclaboussures de sang et écarte donc la possibilité d'un acte sur un coup de folie. Placé devant la réalité des faits lors de la reconstitution du crime, Zibha finira par avouer les faits.

### Condamnation
Le 9 juin 2010, Abderrazzak Zibha est condamné après trois jours d'audience à une peine de 27 ans de réclusion criminelle sans peine de sûreté pour le meurtre d'Anne-Laure Urvoy, commis le 20 novembre 2007 dans leur appartement à Valence d'Agen.

## Documentaires télévisés
- « Zibha, L'homme du ferry » le 30 octobre 2011 dans Faites entrer l'accusé présenté par Frédérique Lantieri sur France 2.
- « Course contre la montre » (deuxième reportage) dans « ... dans le Tarn-et-Garonne » le 16 novembre 2015 dans Crimes sur NRJ 12.

## Émission radiophonique
- « Zibha, une traque contre la montre » le 14 mai 2018 dans Hondelatte raconte de Christophe Hondelatte sur Europe 1.

### Articles de presse
- Fabrice Vironneau, « Valence-d'Agen. Il avait tué sa compagne à coups de pelle », La Dépêche,‎ 7 juin 2010 (lire en ligne, consulté le 11 décembre 2023)
- La Dépêche du Midi, « Meurtre de l'ingénieur de Golfech : 27 ans de prison », La Dépêche,‎ 10 juin 2010 (lire en ligne, consulté le 11 décembre 2023)